# Antikenmuseum im Schnoor

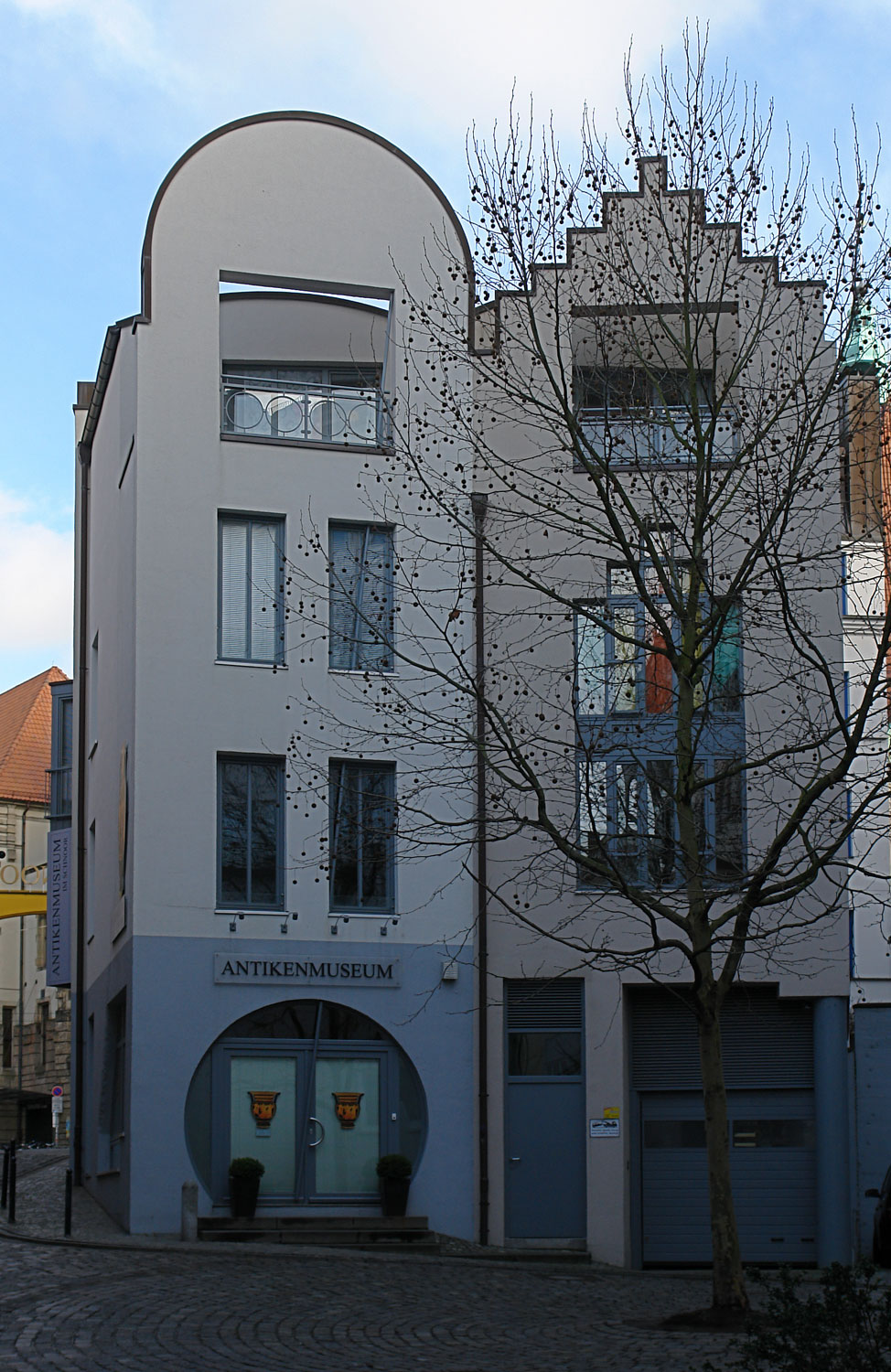
Antikenmuseum im „modernen“ Schnoor

Das Antikenmuseum im Schnoor in Bremen war ein Museum in privater Trägerschaft (Stiftung), das von 2005 bis 2018 bestand. Im Jahr 2005 wurde es in der Marterburg im Bremer Schnoorviertel in der Nachbarschaft der Böttcherstraße und der Bremer Kunsthalle eröffnet. Mit dem Untertitel „Meisterwerke griechischer Vasenkunst der Sammlung Zimmermann“ war es ein Spezialmuseum für antike Keramik.
Im Jahr 2004 entschloss sich das Bremer Ehepaar Heidrun und Manfred Zimmermann, seine in über 30 Jahren entstandene Privatsammlung von über 60 antiken griechischen Vasen der Öffentlichkeit zu übergeben.
Den Kern des Museums bildeten die zwischen 560 und 350 v. Chr. entstandenen schwarz- und rotfigurigen Vasen (siehe Griechische Vasenmalerei). Die Vielfalt der Bildthemen auf den Amphoren, Schalen und anderen Gefäßen bot Einblicke in die alte Kultur Griechenlands. Eines der bedeutendsten Exponate war eine panathenäische Preisamphore, die dem Kleophrades-Maler zugeschrieben wird, dazu eine Amphore des Damwild-Malers. Weitere bedeutende Exponate waren neben diesen und weiteren Amphoren Schalen, wie die des Triptolemos, des Onesimos oder des Makron, aber auch Lekyten (Salbölgefäße).
Das Antikenmuseum bot Vorträge unter dem Titel „Bremer Antikengespräche“ an, die Hintergrundinformationen zu den Ausstellungsstücken gaben.
Im Dezember 2018 wurde das Museum geschlossen und die Sammlung als Dauerleihgabe an das Museum für Kunst und Gewerbe Hamburg abgegeben.